# Veldrom/Feldrom/Kempen
Veldrom/Feldrom/Kempen is de benaming voor de twee zuidelijkste Ortsteile  van de gemeente Horn-Bad Meinberg in de Kreis Lippe in de deelstaat Noordrijn-Westfalen in Duitsland. De dubbele berg Velmerstot in het Eggegebergte ligt dicht bij deze dorpen. In het hier beschreven gebied liggen twee dorpen: Kempen, in het zuiden ervan, en Veldrom/Feldrom, in het noorden. Het gebied heeft in totaal circa 800 inwoners, en heeft een curieuze geschiedenis.

## Geschiedenis
In de middeleeuwen ontstond op het Feld of Veld to Drome een dorp met enige nijverheid. Tot 1567 behoorde het gehele gebied tot het protestantse Vorstendom Lippe, en van 1568-1658 tot het overwegend katholieke Prinsbisdom Paderborn. In dat laatste jaar sloten de twee buurstaten een grensakkoord, waarvan enkele nog bestaande grensstenen getuigen. Tot aan de Napoleontische tijd behoorde Veldrom (met een V) tot Lippe. Feldrom (met een F) en Kempen behoorden tot Paderborn. De grens verliep langs de Silberbach, die zijn naam dankt aan pogingen uit 1710-1711, om er zilvererts te winnen.
In 1802 kwam Paderborn, en dus ook de daartoe behorende gemeente Kempenfeldrom, aan het Koninkrijk Pruisen, in de Kreis Höxter. Ook Lippe kwam aan Pruisen. Veldrom kwam in de Kreis Detmold te liggen. De aparte ontwikkeling (eigen school, eigen vrijwillige brandweer e.d.) van de twee tegen elkaar aan liggende dorpjes werd als ongewenst ervaren. In 1970 werd bij een gemeentelijke herindeling tot een samenvoeging van het gebied, en wel bij het Lippische Horn-Bad Meinberg besloten. In ruil werden twee andere dorpen waaronder Grevenhagen van Lippisch gebied naar de gemeente Steinheim overgeheveld. De enige, puur administratieve, scheiding, die bleef, was dat Veldrom en Feldrom/Kempen twee verschillende Ortsteile van Horn-Bad Meinberg werden.
In 2000 kwam een oecumenische samenwerking tussen de protestantse (evangelisch-gereformeerde) en de katholieke geloofsgemeenschappen in het tweelingdorp tot stand.

### Tweede Wereldoorlog
Nabij Kempen ligt een heuvel, de 424 meter hoge Mönkeberg. In 1937 bouwde de Wehrmacht van Adolf Hitlers Derde Rijk er de Funksendezentrale 276, een belangrijke militaire radiozender. Deze speelde een cruciale rol in de telecommunicatie van de Duitsers tijdens de Tweede Wereldoorlog. In april 1945 werd er nog een zwaar gevecht tussen SS-ers en de oprukkende (en uiteindelijk zegevierende) geallieerden geleverd, waarbij tientallen doden vielen en verscheidene gebouwen werden verwoest. Na de oorlog is het (thans verlaten) gebied nog tot ca. 1990 militair terrein van de Bundeswehr geweest.

## Afbeeldingen

Veldrom/Feldrom/Kempen in de gemeente
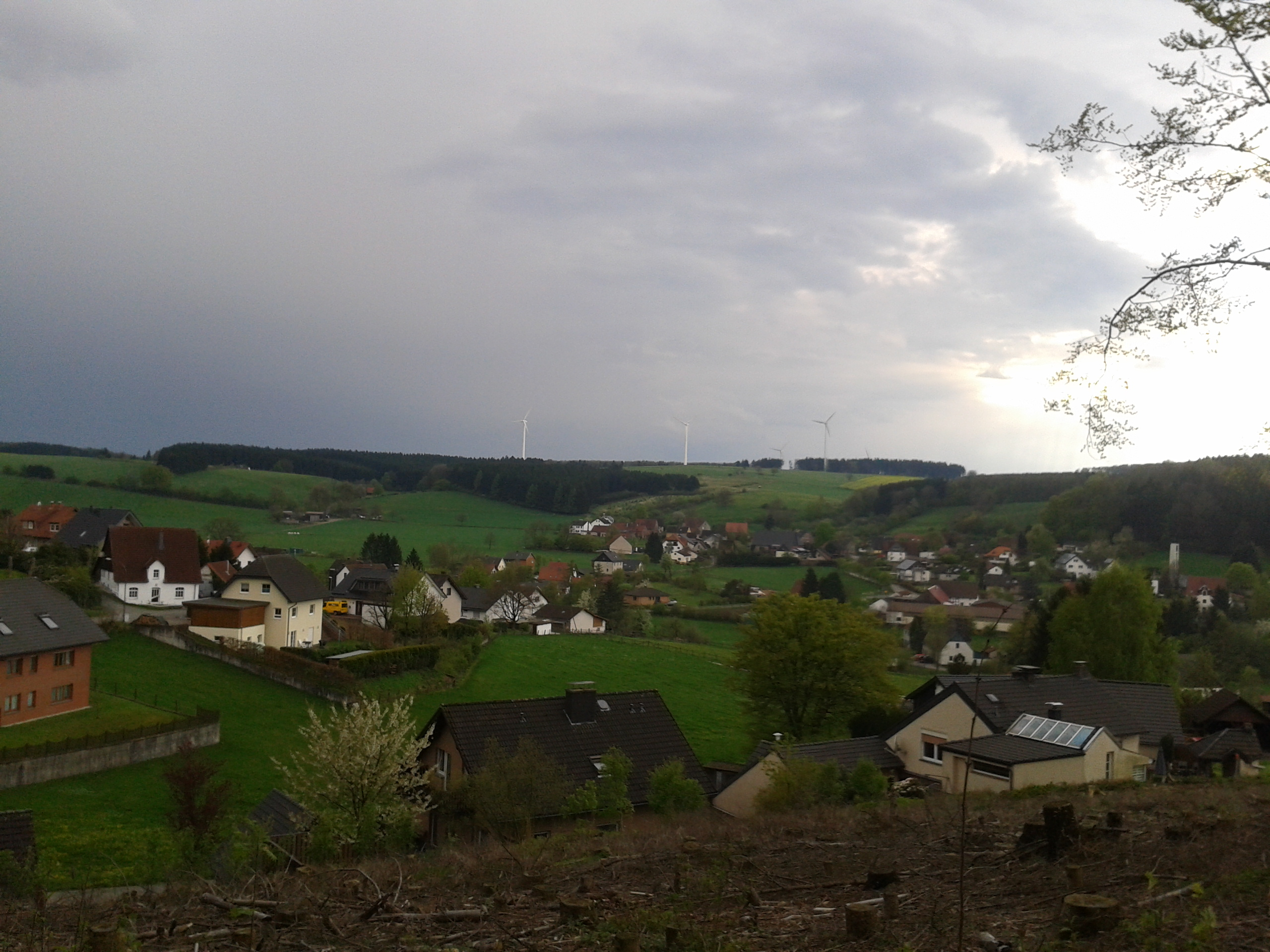
Blik in zuidelijke richting: links Feldrom met een F, rechts Veldrom met een V
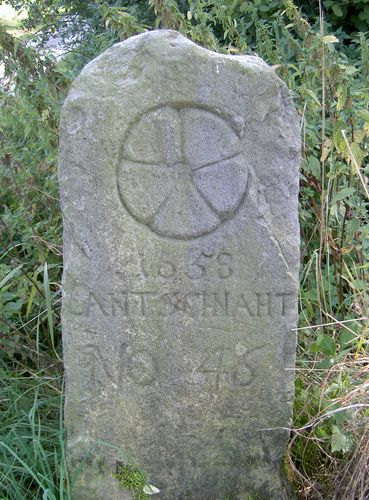
Grenssteen uit 1658 van het Vorstendom Lippe; schnaht = grens, vergelijk het onder Hüllhorst vermelde.
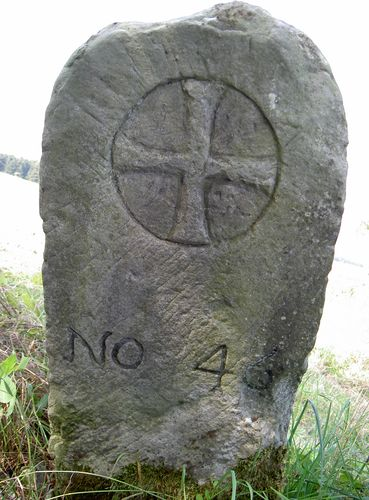
Grenssteen van het Prinsbisdom Paderborn
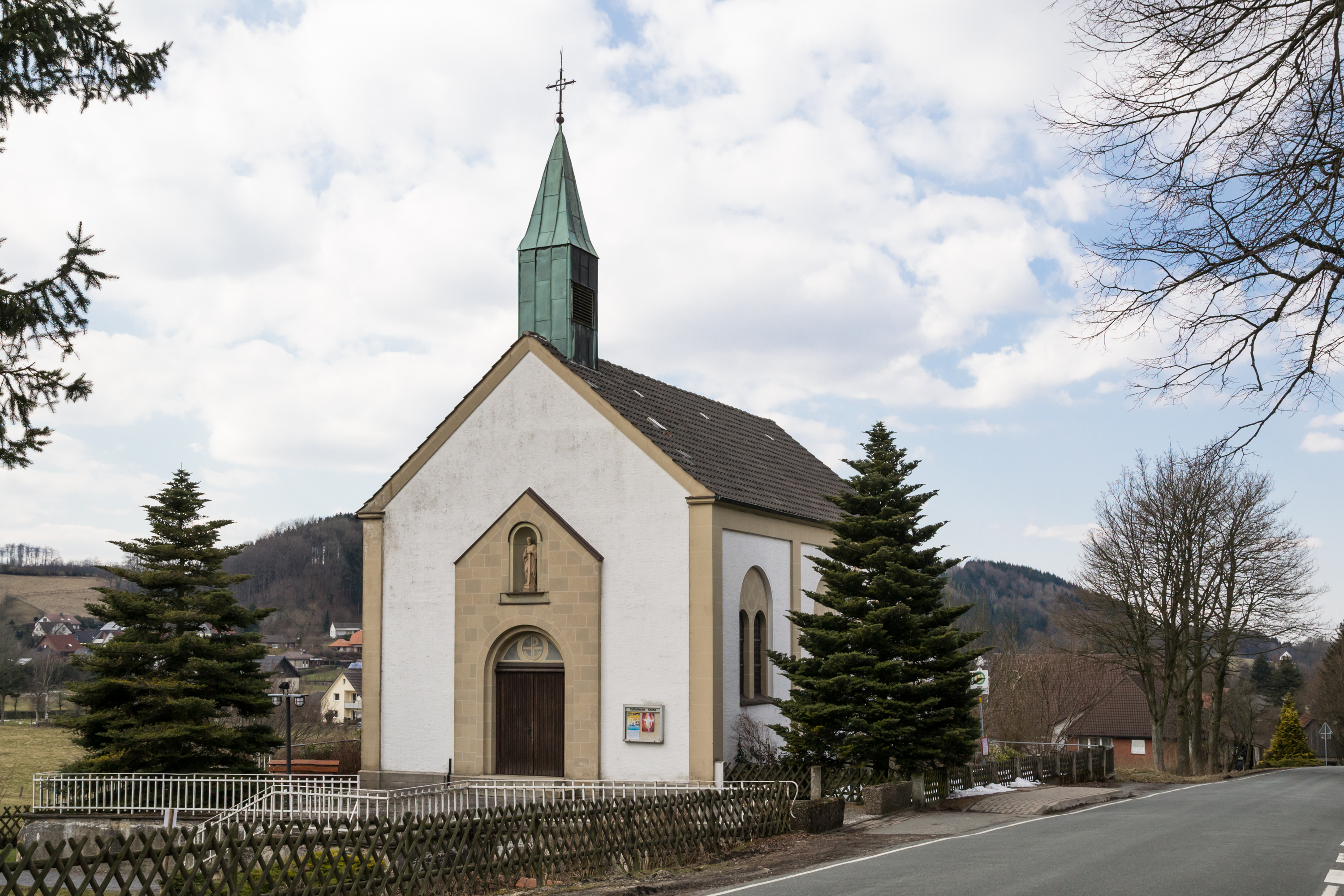
R.K. Jozefskapel (1906), Feldrom
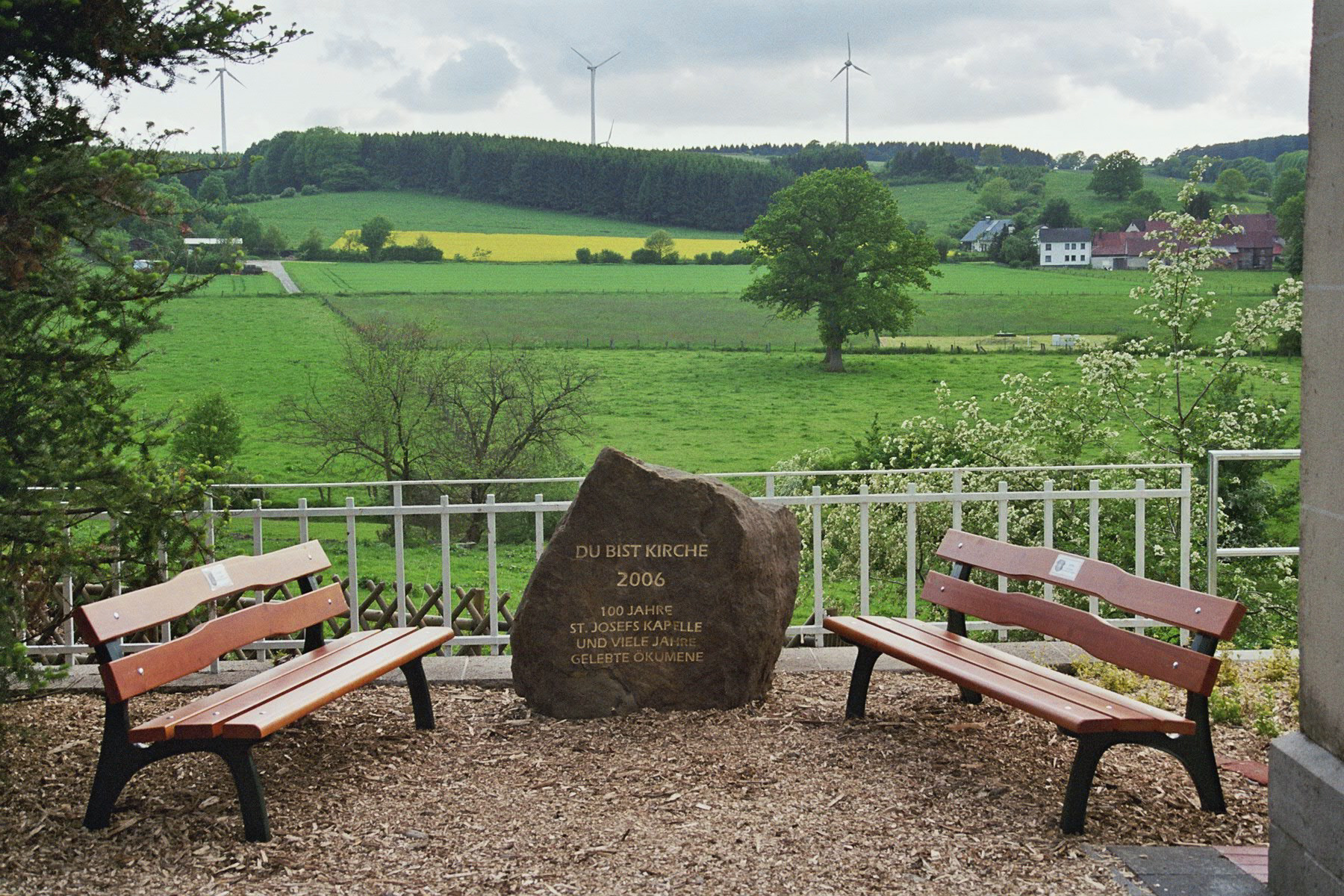
Gedenksteen bij deze kapel
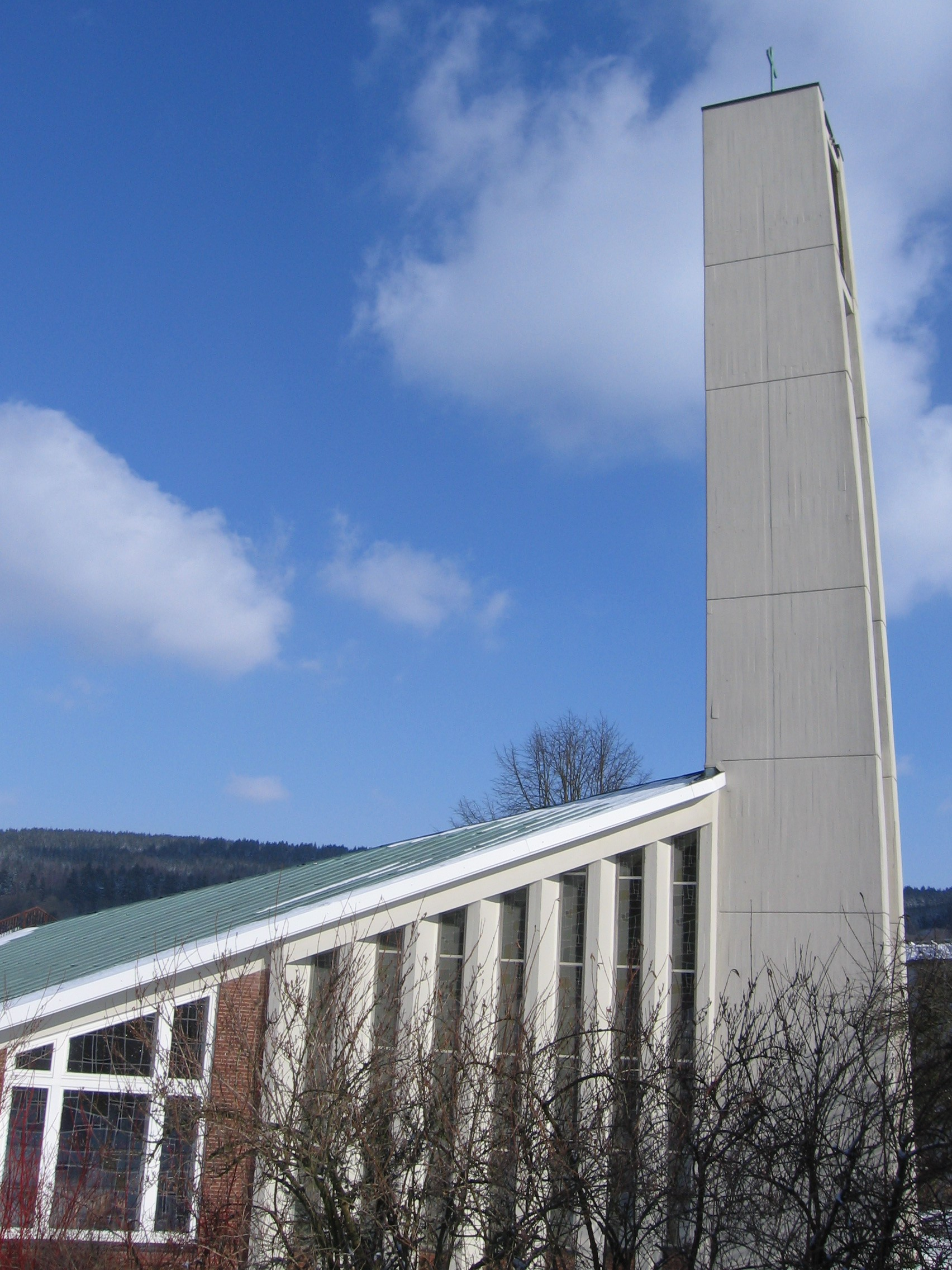
Protestants kerkgebouw te Veldrom (1964)
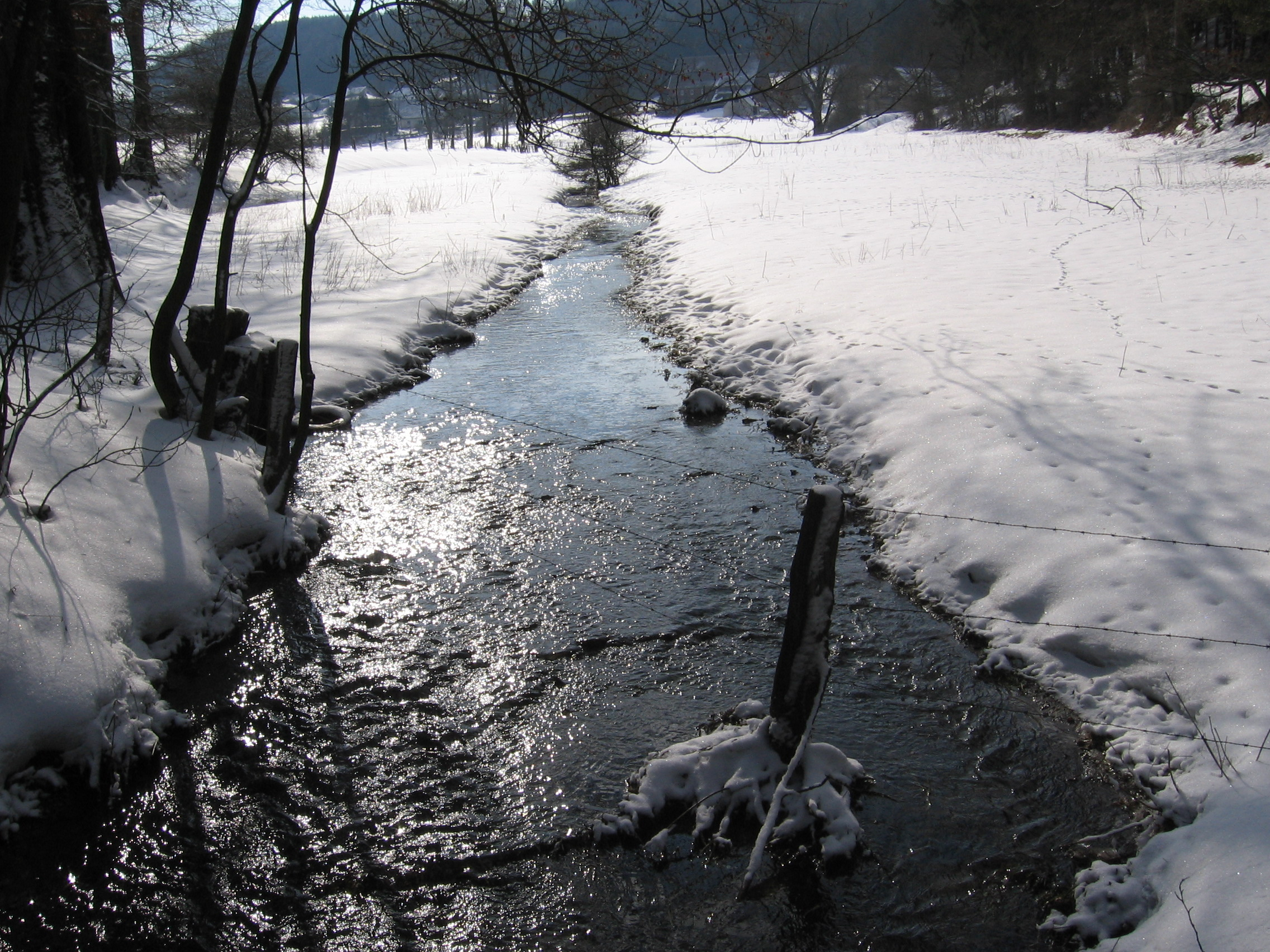
De "grensrivier" de Silberbach bij Feldrom
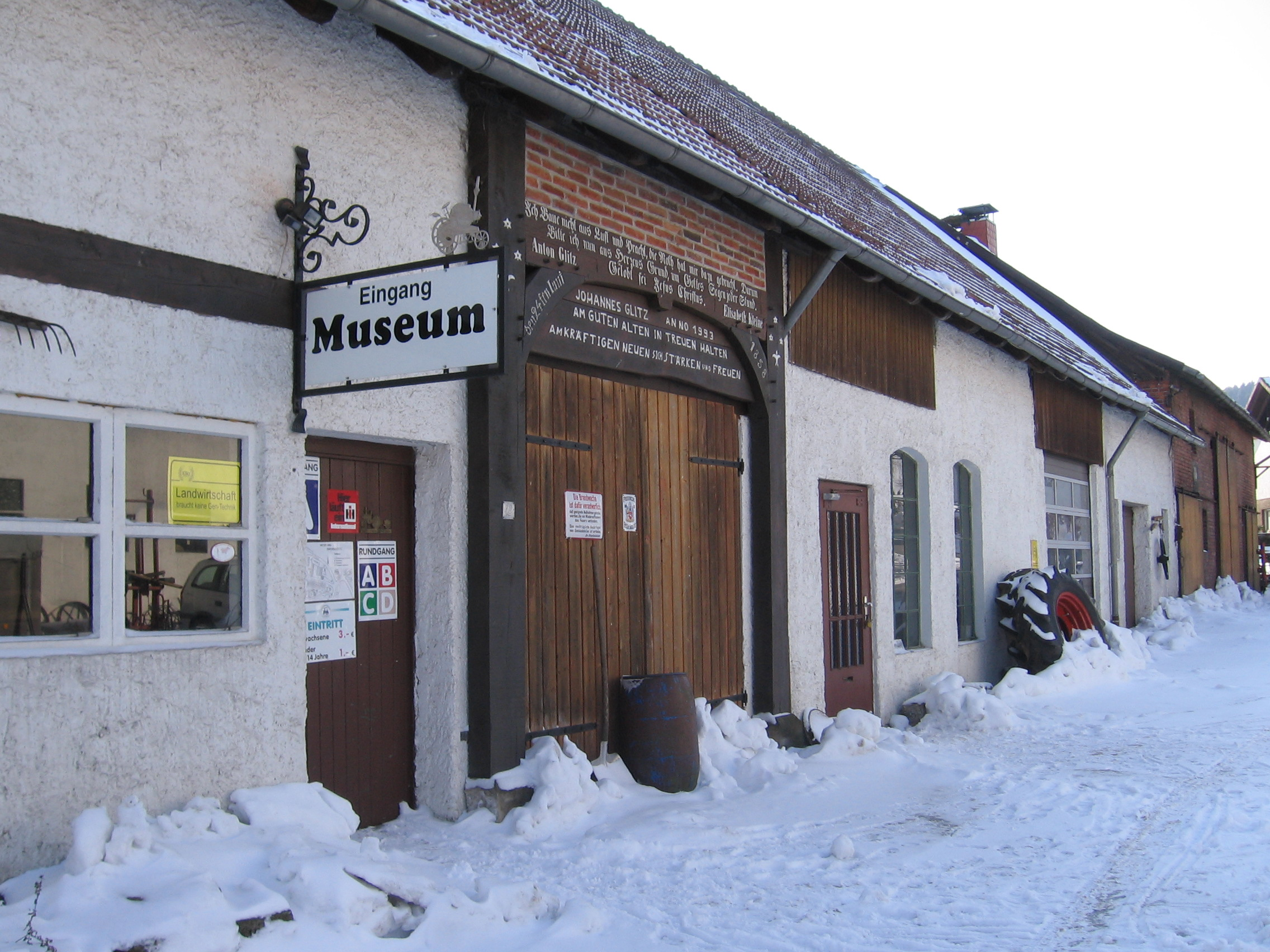
Tractormuseum Kempen
De bergtop Preußische Velmerstot, 464 m hoog
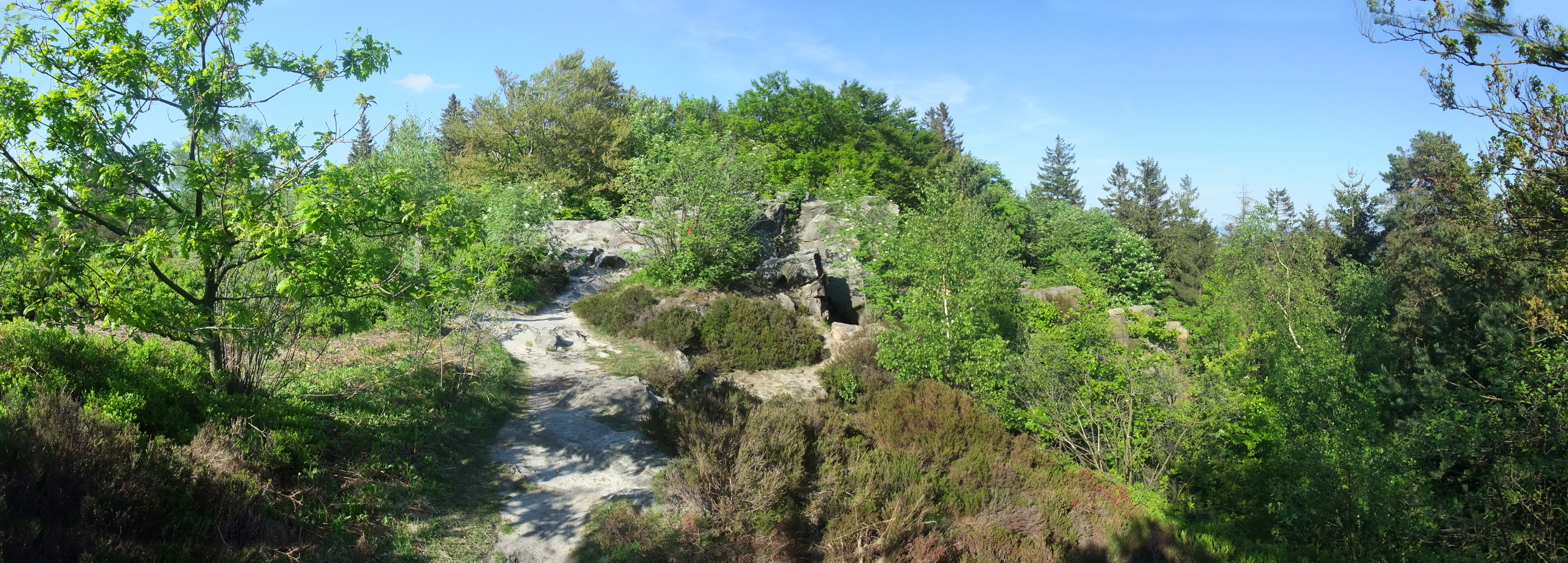
De bergtop Lippische Velmerstot, 441 m hoog, ten noorden van de andere top